# Ochrota septentrionalis
Ochrota septentrionalis là một loài bướm đêm thuộc phân họ Arctiinae, họ Erebidae.